# Le Matin Bleu
Le Matin Bleu war eine täglich erscheinende Schweizer Pendlerzeitung aus der Westschweiz.
Le Matin Bleu („Der Blaue Morgen“) war die Antwort des führenden Westschweizer Verlags Edipresse (u. a. 24 heures, Le Matin, Tribune de Genève, Bilan) auf die Ankündigung des Deutschschweizer Medienkonzerns Tamedia, 2006 20 minutes, die französische Ausgabe ihrer Pendlerzeitung 20 Minuten, für die Westschweiz zu lancieren. Tamedia hatte Edipresse eine Minderheitsbeteiligung an 20 minutes angeboten, was diese aber ablehnte und stattdessen noch vor dem Erscheinen von 20 minutes am 31. Oktober 2005 eine eigene Pendlerzeitung unter dem Namen Le Matin Bleu herausgab. Am 8. März 2006 erschien dann auch 20 minutes und startete den Verdrängungskampf mit Le Matin Bleu. Bis 2009 erreichte Le Matin Bleu eine WEMF-beglaubigte Auflage von 231'701, 20 minutes von 229'729 Exemplaren.
Anfangs wurde Le Matin Bleu am Genfersee hauptsächlich in Genf und Lausanne sowie an den Bahnhöfen von Yverdon, Neuenburg und Freiburg verteilt. Zeitungsboxen der Zeitung waren in der ganzen Westschweiz zu finden.
Nachdem Tamedia die Schweizer Medienaktivitäten von Edipresse übernommen hatte, wurde Le Matin Bleu eingestellt. Die letzte Ausgabe des Blattes erschien am 25. September 2009. Die beglaubigte Auflage von 20 minutes sank danach bis 2013 auf 203'189 Exemplare.